# Macduff
Macduff är en ort i Storbritannien.   Den ligger i kommunen Aberdeenshire och riksdelen Skottland, i den norra delen av landet, 700 km norr om huvudstaden London. Macduff ligger 17 meter över havet och antalet invånare är 3 747.
Terrängen runt Macduff är platt. Havet är nära Macduff norrut. Runt Macduff är det ganska glesbefolkat, med 24 invånare per kvadratkilometer. Närmaste större samhälle är Turriff, 14,8 km söder om Macduff. 